# Free Joseon
 (juillet 2019).
Free Joseon (en coréen : 자유조선 ; anciennement connu sous le nom de Cheollima Civil Defence, parfois aussi appelé gouvernement provisoire de Free Joseon) est un groupe politique constitué le 4 mars 2017. Il revendique d'être un protecteur de Kim Han-sol, fils de Kim Jong-nam, depuis l'assassinat de son père,. Il est également connu pour le soutien qu'il apporte aux transfuges qui souhaitent quitter la Corée du Nord.  
Le 1er mars 2019, Cheollima Civil Defence s'est renommé Free Joseon, dénomination que le groupe a choisie pour le cas où il renverserait l'actuel gouvernement nord-coréen. 

## Activités
Le 1er mars 2019, Free Joseon a publié une Déclaration pour un Joseon libre. Dans cette déclaration, le groupe énumère neuf points d'accusations contre le régime des Kim en Corée du Nord. Ces points concernent des actes de torture, de terrorisme, ou encore des échecs du régime pour fournir de la nourriture au peuple nord-coréen. Free Joseon considère le régime des Kim illégitime, et s'est proclamé comme le véritable gouvernement représentatif du peuple de la Corée du Nord. La déclaration se poursuit en appelant à la résistance au régime des Kim et apporte un soutien aux Coréens à l'étranger, les appelant au rassemblement. 
Le 15 mars 2019, The Washington Post annonce que Free Joseon est impliqué dans le raid du 22 février contre l'ambassade de Corée du Nord à Madrid,. Les médias espagnols ont fait le lien entre certains des participants et la CIA. 
Le groupe est, pour Andrei Lankov, une couverture pour la CIA. Ce dernier a fait le lien entre Free Joseon et le service américain. 
Le 18 avril 2019, le ministère de la Justice américain a arrêté Christopher Ahn, membre de Free Joseon, et a perquisitionné l'appartement d'Adrian Hong, un autre membre. 
Le 30 juin 2019, Free Joseon a publié une déclaration concernant la réunion du président des États-Unis, Donald Trump, avec Kim Jong-un, dans laquelle le président américain franchissait symboliquement la frontière en Corée du Nord dans la zone démilitarisée. 

## Voir également
- Droits de l'homme en Corée du Nord